# Кахаба Хајтс (Алабама)
Кахаба Хајтс (енгл. Cahaba Heights) град је у америчкој савезној држави Алабама.

## Демографија
По попису из 2000. године број становника је 5.203.
| Група             | 2000.         | 2010.    |
| Белци             | 4.971 (95,5%) | 0 (0,0%) |
| Афроамериканци    | 61 (1,2%)     | 0 (0,0%) |
| Азијати           | 75 (1,4%)     | 0 (0,0%) |
| Хиспаноамериканци | 39 (0,7%)     | 0 (0,0%) |
| Укупно            | 5.203         | 0        |